# WNWO-Sendemast
Der WNWO-Sendemast ist ein 438 Meter hoher abgespannter Sendemast zur Verbreitung von UKW und TV-Programmen in Jerusalem, Ohio, USA. Der WNWO-Sendemast wurde 1983 fertiggestellt. Zunächst war er Eigentum der Malrite Communications Group. Da Malrite 1998 mit Raycom Media fusionierte, gehört er nun der neuen Gruppe.